# Tilh
Tilh là một xã thuộc tỉnh Landes trong vùng Nouvelle-Aquitaine. Xã này có diện tích 22,86 km², dân số năm 2006 là 813 người. Xã này nằm ở khu vực có độ cao trung bình 140 mét trên mực nước biển.

## Biến động dân số
| Năm | 1962 | 1968 | 1975 | 1982 | 1990 | 1999 | 2006 |
| --- | ---- | ---- | ---- | ---- | ---- | ---- | ---- |
| Dân số | 722  | 770  | 730  | 794  | 746  | 749  | 813  |
| From the year 1962 on: No double counting—residents of multiple communes (e.g. students and military personnel) are counted only once. |      |      |      |      |      |      |      |